# Пикикасы
Пикикасы́ (чув. Пиккикасси) — деревня в Моргаушском районе Чувашской Республики. Входит в состав Орининского сельского поселения.

## География
Находится в северо-западной части Чувашии, на расстоянии приблизительно 2 км на север по прямой от районного центра села Моргауши на левом берегу речки Суратка.

## История
Известна с 1795 года как выселок села Архангельское (Малая Аринина), ныне Оринино с 35 дворами. В 1858 году было учтено 247 жителей, в 1906 — 59 дворов и 276 жителей, 1926 — 63 двора и 299 жителей, в 1939—321 житель, в 1979—234. В 2002 году было 65 дворов, в 2010 — 61 домохозяйство. В 1931 году был образован колхоз «Аврора», в 2010 действовал СПК «Оринино».

## Население
Постоянное население составляло 218 человек (чуваши 99 %) в 2002 году, 178 в 2010.